# Lythrum
- Commons
- Wikispecies

Lythrum L. é um género botânico pertencente à família Lythraceae.

## Sinonímia
- Didiplis Raf.
- Salicaria Adans.

## Espécies
| - Lythrum alatum - Lythrum californicum - Lythrum curtissii - Lythrum flagellare - Lythrum hyssopifolia - Lythrum lineare - Lythrum maritimum | - Lythrum ovalifolium - Lythrum portula - Lythrum salicaria - Lythrum thymifolia - Lythrum tribracteatum - Lythrum virgatum |

- Lista completa

## Classificação do gênero
| Sistema | Classificação                       | Referência               |
| ------- | ----------------------------------- | ------------------------ |
| Linné   | Classe Dodecandria, ordem Monogynia | Species plantarum (1753) |